# Шикачик чорний
Шика́чик чорний (Edolisoma melas) — вид горобцеподібних птахів родини личинкоїдових (Campephagidae). Мешкає на Новій Гвінеї та на кількох сусідніх островах.

## Опис
Довжина птаха становить 23 см. Виду притаманний статевий диморфізм. Самці мають повністю чорне забарвлення з фіолетовим відтінком. Самиці мають рудувато-коричневе забарвлення, верхня частина тіла у них темніша, від дзьоба до очай ідуть чорні смуги, над очима охристі "брови". Дзьоб чорний, міцний, лапи чорні, очі темно-карі.

## Підвиди
Виділяють чотири підвиди:
- E. m. waigeuense Stresemann & Paludan, 1932 — острів Вайгео;
- E. m. tommasonis Rothschild & Hartert, E, 1903 — острів Япен;
- E. m. melas (Lesson, R, 1828) — Нова Гвінея, острови Ару і острів Салаваті[en];
- E. m. batantae Gyldenstolpe & Mayr, 1955 — острів Батанта.

## Поширення і екологія
Чорні шикачики живуть в рівнинних тропічних лісах, мангрових лісах і на плантаціях.